# Musée d'art moderne Diaghilev
Le musée d'art moderne Diaghilev (en russe : Музей современных искусств им. С.П.Дягилева СПбГУ) de l'université d'État de Saint-Pétersbourg est le premier musée universitaire d'art contemporain de Russie.

## Histoire
Il a été créé en 2008 à partir du Centre des arts Diaghilev (1990-2008). Il fait partie du Département des expositions et des collections de l'université d'État de Saint-Pétersbourg. Tatyana Yuryeva, docteur en histoire de l'art et professeur à l'université d'État de Saint-Pétersbourg, en a été la fondatrice et le premier directeur).

## Les collections du musée
La collection comprend notamment des œuvres de Zaven Arshakuni, Anatoli Belkine, Olga Biantovskaya, Vik, Vadim Voinov, Felix Volosenkov, Vladimir Dukhovlinov, Anatolii Zaslavsky, Aron Zinshtein (en), Grigory Izrailevich, Sergei Kovalsky, Oleg Liagatchev-Helgi, Valerii Lukka, Viatcheslav Mikhaïlov, Valerii Mishin, Alek Rapoport (en), Larissa Skobkina, Nikolaï Timkov, Ivan Uralov, Elena Figurina, Alexei Stern et autres.
La collection du musée contient également des œuvres graphiques réalisées dans diverses techniques par Georgy Kovenchuk, Yevgeny Ukhnalyov (en), Vitaly Pushnitsky (en), Valery Mishin et autres artistes célèbres.
La collection du musée comprend également des sculptures de Konstantin Simun, Galina Dodonova et Levon Lazarev.
Une collection d'art contemporain étranger s’est également formée à partir de dons d’artistes italiens, hollandais, estoniens, américains, chinois, polonais et autres.